# Teucholabis (Teucholabis) flavithorax
Teucholabis (Teucholabis) flavithorax is een tweevleugelige uit de familie steltmuggen (Limoniidae). De soort komt voor in het Neotropisch gebied.